# Зарябинська сільська рада
Заряби́нська сільська́ ра́да — адміністративно-територіальна одиниця та орган місцевого самоврядування в Богодухівському районі Харківської області. Адміністративний центр — село Зарябинка.

## Загальні відомості
- Зарябинська сільська рада утворена в 1919 році.
- Територія ради: 39,86 км²
- Населення ради: 637 осіб (станом на 2001 рік)
- Територією ради протікає річка Рябинка.

## Населені пункти
Сільській раді були підпорядковані населені пункти:
- с. Зарябинка
- с. Леськівка

## Склад ради
Рада складалася з 12 депутатів та голови.
- Голова ради: Олексенко Олександр Володимирович

### Керівний склад попередніх скликань
| Прізвище, ім'я, по батькові       | Основні відомості                                                 | Дата обрання | Дата звільнення |
| --------------------------------- | ----------------------------------------------------------------- | ------------ | --------------- |
| Литвин Олександр Васильович       | Сільський голова, 1960 року народження, член Народної партії      | 26.03.2006   | 31.10.2010      |
| Олексенко Олександр Володимирович | Сільський голова, 1956 року народження, освіта вища, безпартійний | 31.10.2010   |                 |

Примітка: таблиця складена за даними сайту Верховної Ради України

### Депутати
За результатами місцевих виборів 2010 року депутатами ради стали:

#### За суб'єктами висування
| Суб'єкт висування                                       | Кількість обраних депутатів | %    |
| ------------------------------------------------------- | --------------------------- | ---- |
| Партія регіонів                                         | 6                           | 50   |
| Політична партія Всеукраїнське об'єднання «Батьківщина» | 4                           | 33,3 |
| Народна партія                                          | 1                           | 8,3  |
| Самовисування                                           | 1                           | 8,3  |

#### За округами
| № округу                                                | Прізвище, ім'я, по батькові    | Дата визнання обраним | Освіта  | Партійна приналежність | Відомості про обраного депутата                               |
| ------------------------------------------------------- | ------------------------------ | --------------------- | ------- | ---------------------- | ------------------------------------------------------------- |
| Народна Партія                                          |                                |                       |         |                        |                                                               |
| 9                                                       | Сітало Олена Іванівна          | 08.11.2010            | середня | член Народної партії   | Філія-бібліотека № 13, бібліотекар                            |
| Партія регіонів                                         |                                |                       |         |                        |                                                               |
| 2                                                       | Шептун Людмила Григорівна      | 08.11.2010            | середня | член Партії регіонів   | Богодухівський геріатричний пансіонат, молодша медична сестра |
| 6                                                       | Кожушко Тетяна Олексіївна      | 08.11.2010            | середня | член Партії регіонів   | тимчасово не працює                                           |
| 8                                                       | Черкаско Вікторія Олексіївна   | 08.11.2010            | середня | член Партії регіонів   | тимчасово не працює                                           |
| 10                                                      | Костенко Володимир Миколайович | 08.11.2010            | середня | член Партії регіонів   | Служба охорони приватного підприємства, охоронець             |
| 11                                                      | Варфоломєєва Людмила Дмитрівна | 08.11.2010            | середня | член Партії регіонів   | пенсіонер                                                     |
| 12                                                      | Вакуленко Анатолій Миколайович | 08.11.2010            | середня | член Партії регіонів   | ПП «Тарасівка — 99», агроном                                  |
| Політична партія Всеукраїнське об'єднання «Батьківщина» |                                |                       |         |                        |                                                               |
| 1                                                       | Олексенко Віра Олександрівна   | 08.11.2010            | вища    | позапартійна           | пенсіонер                                                     |
| 4                                                       | Мусієнко Світлана Михайлівна   | 08.11.2010            | середня | позапартійна           | ФОП «Мусієнко С. М.», приватний підприємець                   |
| 5                                                       | Шептун Сергій Іванович         | 08.11.2010            | середня | позапартійний          | тимчасово не працює                                           |
| 7                                                       | Луценко Олена Василівна        | 08.11.2010            | вища    | позапартійна           | ФОП «Луценко», приватний підприємець                          |
| Самовисування                                           |                                |                       |         |                        |                                                               |
| 3                                                       | Омелаєнко Микола Васильович    | 08.11.2010            | середня | позапартійний          | тимчасово не працює                                           |